# Смит, Хедрик
Хедрик Лоренс Смит (англ. Hedrick Laurence Smith; род. 9 июля 1933, Килмакольм, Шотландия) — американский журналист, публицист, корреспондент и редактор-издатель «Нью-Йорк Таймс», создатель многих политических выпусков общественной службы телевизионного вещания (PBS), автор книг о СССР; автор выражения «новые русские».

## Краткая биография
Начинал свою журналистскую карьеру в 'The Greenville (S.C.) News'. Учился в Колледже им. Чоута (Коннектикут) и в Колледже Уильямса (Массачусетс) (B.A.), диплом магистра получил в Оксфордском университете. Профессиональную журналистскую карьеру продолжил на Юге США: в 1959—1962 работал в 'Universal Press International' в Мемфисе, Нэшвиле и Атланте. С 1962 года работал репортером «Нью-Йорк Таймс» в Советском Союзе и странах Восточной Европы, в начале 1970-х шеф-бюро The Times в Москве, в 1976—1988 шеф-бюро и шеф-корреспондент «Нью-Йорк Таймс» в Вашингтоне. Кроме того он также работал журналистом в Каире, Сайгоне, Париже.
Свою работу на общественном телевидении PBS Хедрик Смит начал в 1989 году с экранизации в качестве документально-политического сериала своей книги «Игры власти: как функционирует Вашингтон» (Power Game: How Washington Works). Его второй теле-работой в 1990 стал документальным сериал «Горбачевский СССР изнутри» (Inside Gorbachev’s USSR). Все выпуски Смита транслировались на PBS как правило в прайм-тайм.
Хедрик Смит является автором книг об американской политической системе, о коммунизме и советской жизни, о «Перестройке» — многие из которых были признаны критикой бестселлерами и были переизданы на других языках.

## «Новый тип советского человека»
Книга «Новый тип советского человека» («The New Russians», 1990) основана на материалах девяти поездок автора по Советскому Союзу в течение 1988—1990 годов, где ему удалось взять сотни интервью.
В книге рассказывается история так называемой «Второй российской революции» («Перестройки» Горбачёва), откровенные мысли советских людей, непосредственно высказанные ими в быту, на работе, в учёбе.
Хедрик Смит прослеживает эволюцию горбачёвских реформ, начиная от их предпосылок в конце 1970-х — начале 1980-х годов. Смит попутно освещает борьбу первых советских фермеров против советских традиций в деревне, журналистов против партийной цензуры, работников промышленности против парт-бюрократии; попытки по-новому взглянуть на капитализм; маневры партийной верхушки в борьбе за власть.
Он описывает развитие национальных брожений в республиках Балтики, Закавказья, Средней Азии. Кроме этого в книге даны политические портреты — Бориса Ельцина и других новых политиков демократического толка.
Выражение «new Russians» перекочевало из названия книги в англоязычную прессу, оттуда — в российскую печать. В номере газеты «Коммерсантъ-Daily» от 7 сентября 1992 г. термин «new Russians» был предложен взамен уже существовавшего термина «новые богатые» (нувориши) — для обозначения «формирующейся элиты российского общества» с «новым менталитетом и стилем жизни».
В переводе на русский язык этот термин приобрел новое звучание и ироническую окраску, переданное ему употреблением его культурной элитой. Словосочетание «новые русские» образовано по аналогии с известным со времен Древнего Рима выражением homo novus [хомо новус], то есть «новый человек» — человек доселе не известный, незнатного происхождения, который в силу сторонних причин достиг богатства или высокого положения в обществе.
Французское выражение — nouveau riche нуво риш, то есть «новый богатый» — человек, подозрительно скоро разбогатевший. В XIX веке в России слово «нувориш» было популярно и означало отчасти тоже, что и «новые русские» сейчас.
Отзывы критики:
- «…лучшая книга первых пяти лет Перестройки. Живая, яркая, провокативная…» ('The New York Times Book Review')
- "…наиболее читабельное введение в жизнь СССР времен Горбачева…, уравновешенный, политически содержательный анализ-повествование эпохи «Перестройки» — как о ключевых политических фигурах страны, так и простых людях «с улицы» ('The Washington Post Book World')
- «…повествование из путешествий Смита настолько явственны, что кажется будто видишь собственными глазами» ('Time')
- «…последний раздел „Новых русских“ написан настолько ярко и остро, что читатель буквально чувствует биение пульса „Перестройки“» ('Chicago Tribune')

## Список книг
- The Pentagon Papers (1971, в соавт.);
- The Russians (1976);
- Moscow Jews (1986);
- The Power Game: How Washington Works (1988);
- The New Russians (1990);
- Rethinking America (1995);
- Who Stole the American Dream? (2012).

## Награды, премии
- Лауреат Пулитцеровской премии за международный репортаж (1974) за репортажи из СССР и стран Восточной Европы[3].
- лауреат премии «Эмми» за 3 телешоу: Frontline, The Wall Street Fix и Can You Afford to Retire?
- Гран-при Премии Дюпона Колумбийского университета (1991)

## Переводы на русский
- Привилегированный класс: дачи и зил’ы. (из кн. «The Russians». пер.с англ. Сергея Ильина) — «Новая Юность» 1997, № 3-4(24-25)